# Fernanda Alves
Fernanda Alves (1976) è una modella portoghese incoronata Miss International 1996.

## Biografia
Fernanda Alves (Portogallo e Sud Africa) è una modella, imprenditrice e attivista umanitaria. È stata la prima del suo paese a vincere un titolo in una delle più grandi competizioni (Grande Slam) di bellezza, conquistando il titolo al concorso di Miss Internazionale 1996, tenutosi in Giappone, nella città di a Kanazawa.
Ha partecipato a diversi concorsi di bellezza, riuscendo sempre a conquistare una delle prime tre posizioni. Tra i titoli acquisiti vi sono "Miss Teenager Sud Africa" (1993), "Miss Portogallo/Sud Africa" (marzo 1996) e quello di seconda principessa in Miss República Portuguesa, sempre nel 1996.